# Studnisko (Rzędkowice)
Studnisko – skała na Wyżynie Częstochowskiej w miejscowości Rzędkowice w województwie śląskim, w powiecie zawierciańskim, w gminie Włodowice. Jest jedną ze Skał Rzędkowickich. Znajduje się na terenie otwartym, stopniowo zarastającym drzewami i krzewami. Wraz z Białym Filarkiem i Małym Murem tworzy grupę skalną między Turnią Szefa i Turnią Cyklopa. Znajduje się na zachodnim końcu tej grupy.
Zbudowana jest z wapieni i ma wysokość około 18 m. U jej południowej podstawy występuje nyża, a nad nią duże przewieszenie. Nazwa skały pochodzi od znajdującego się w niej 10-metrowej wysokości Kominu w Studnisku Rzędkowickim. Oprócz niego u południowej podstawy skały znajduje się Schronisko pod Studniskiem Rzędkowickim.

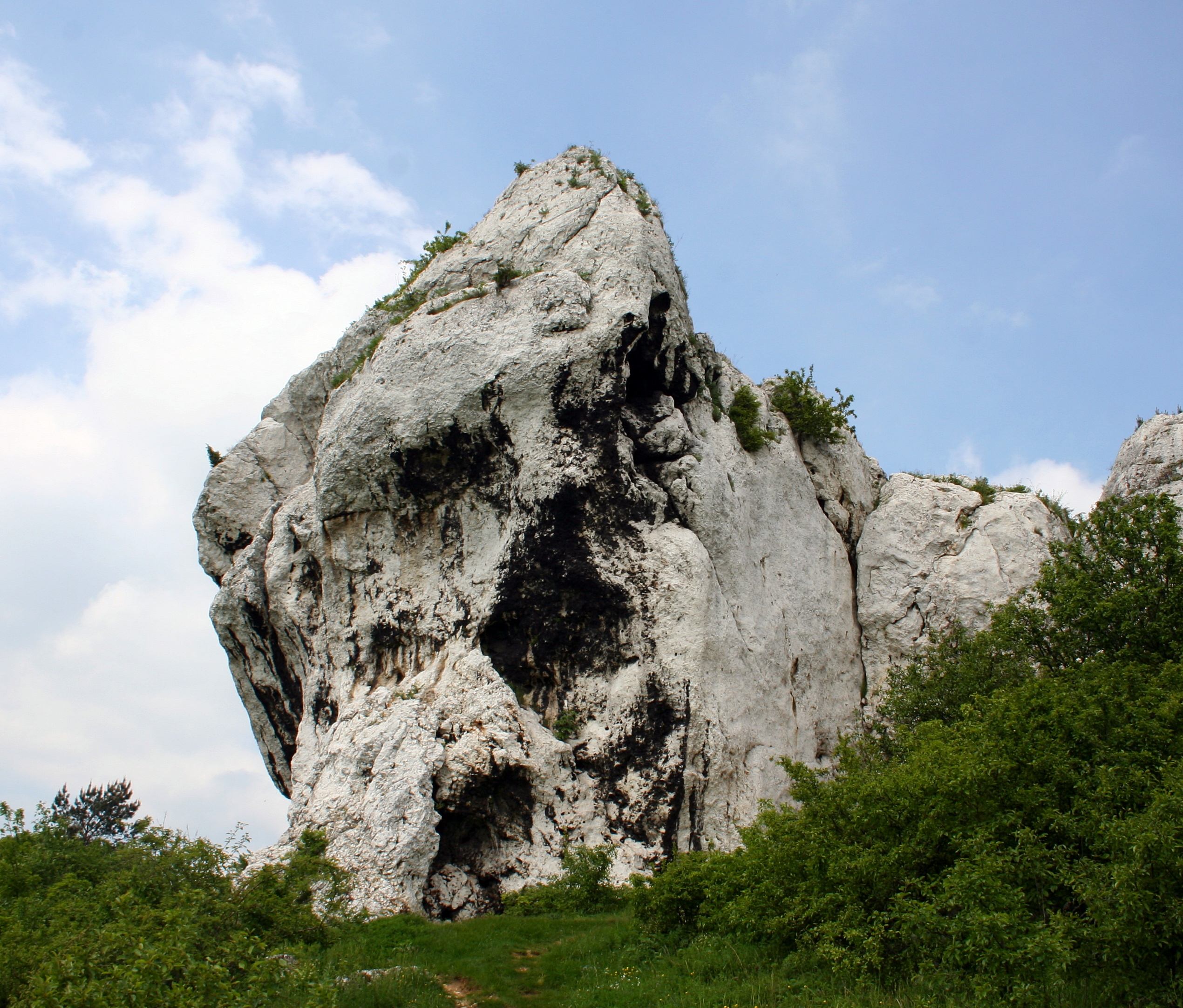
Widok od południowego wschodu
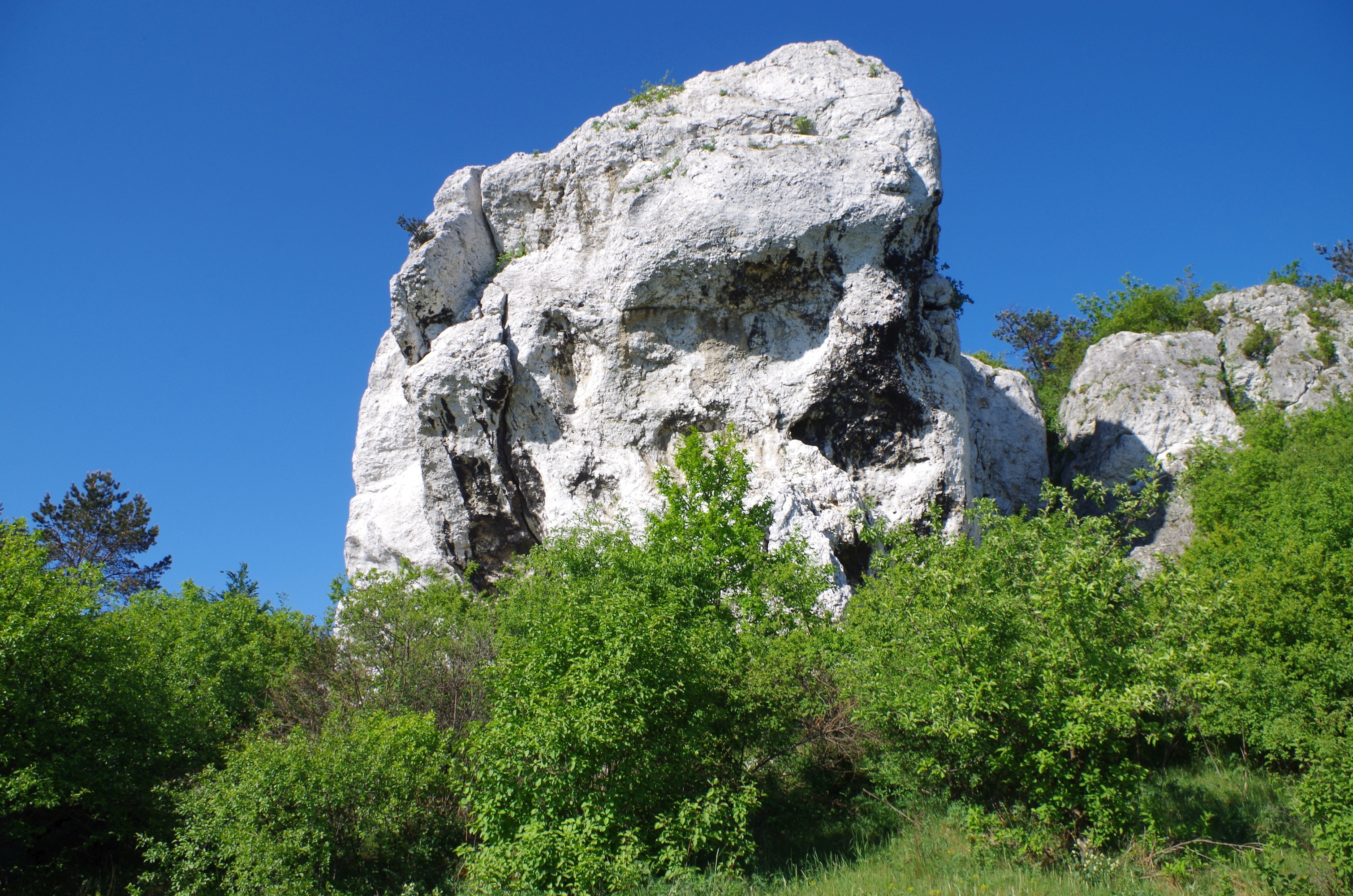
Studnisko i fragment Małego Muru
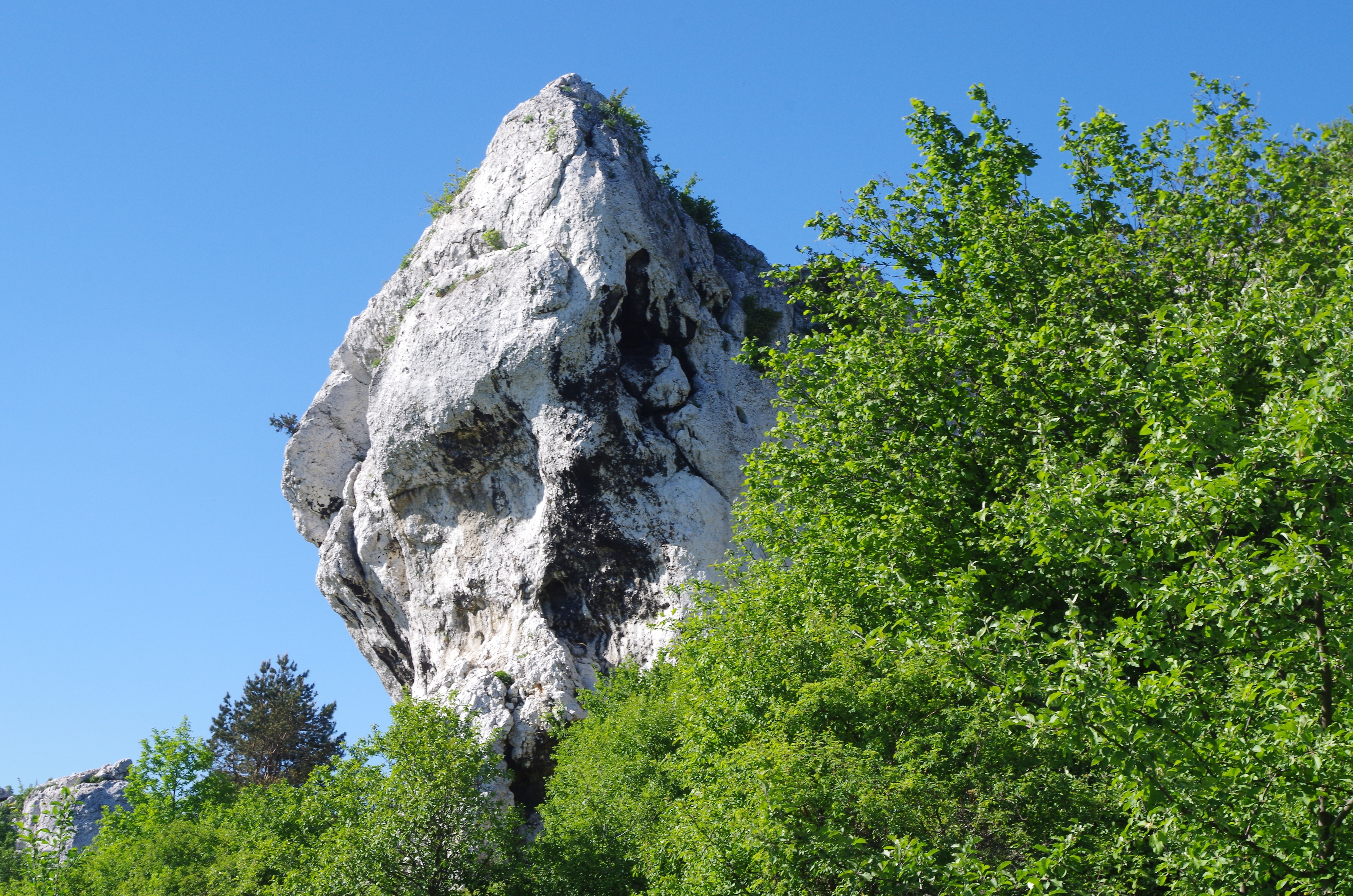
Widok od wschodu
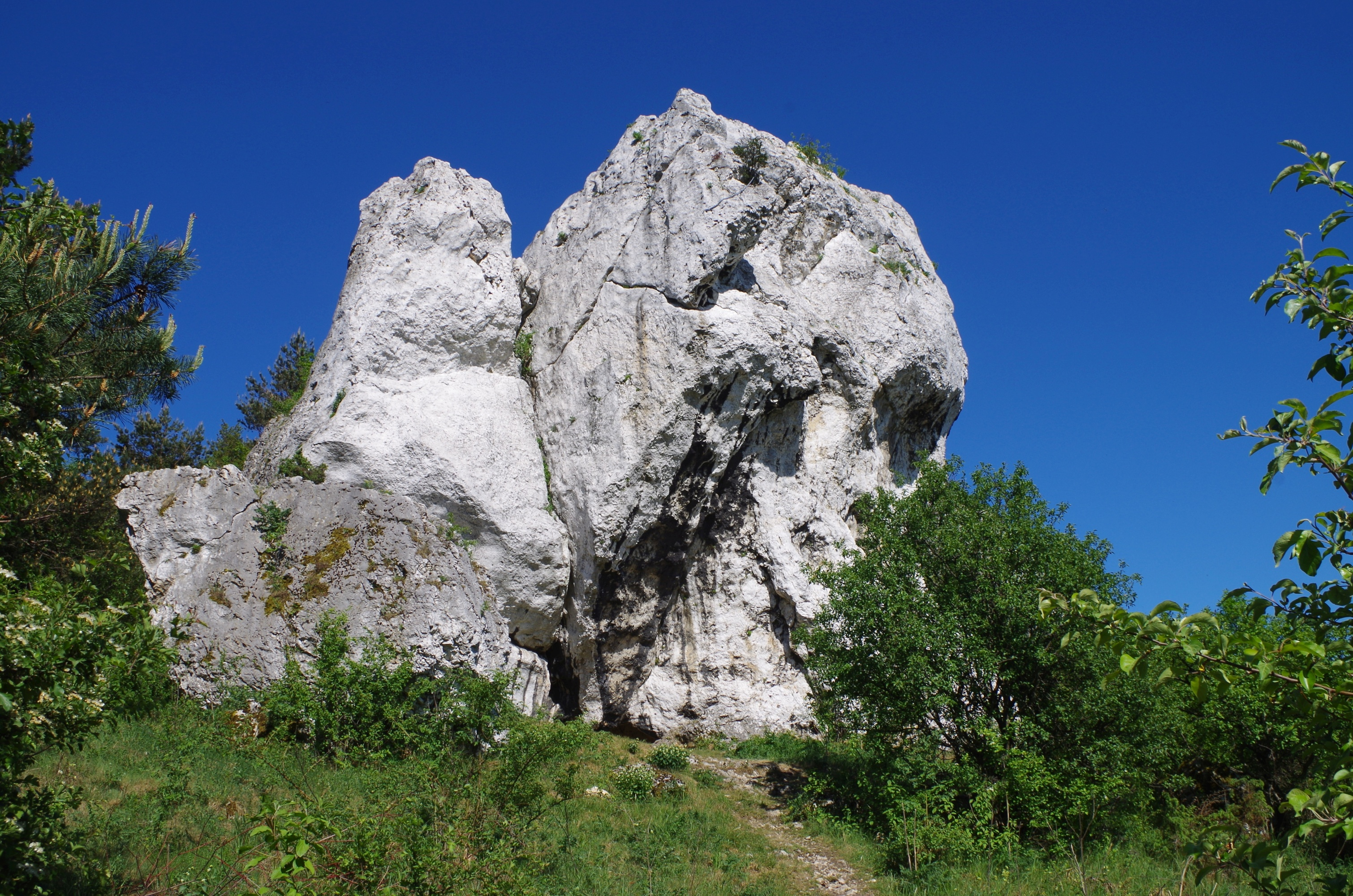
Widok od południowego zachodu
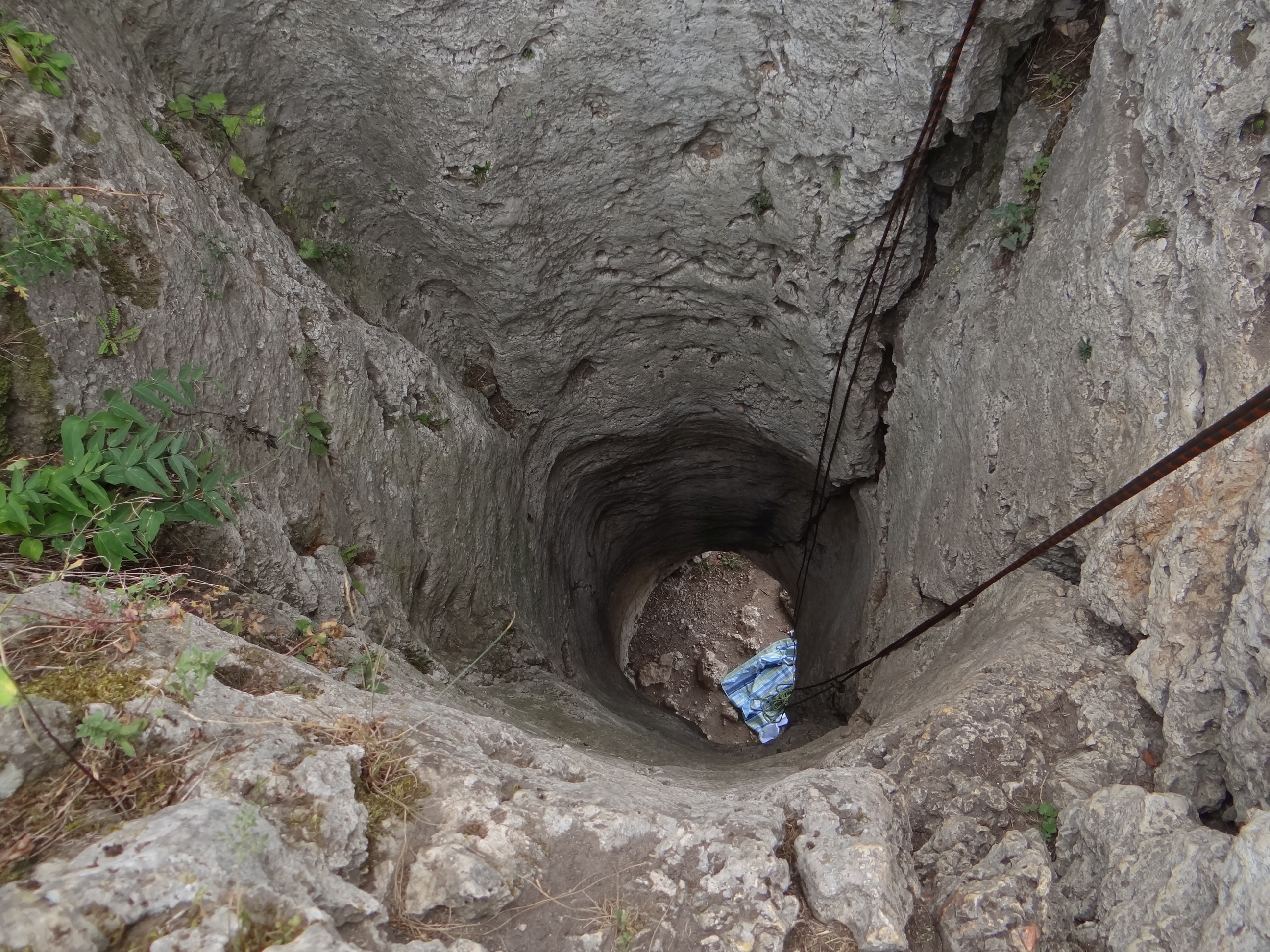
Komin
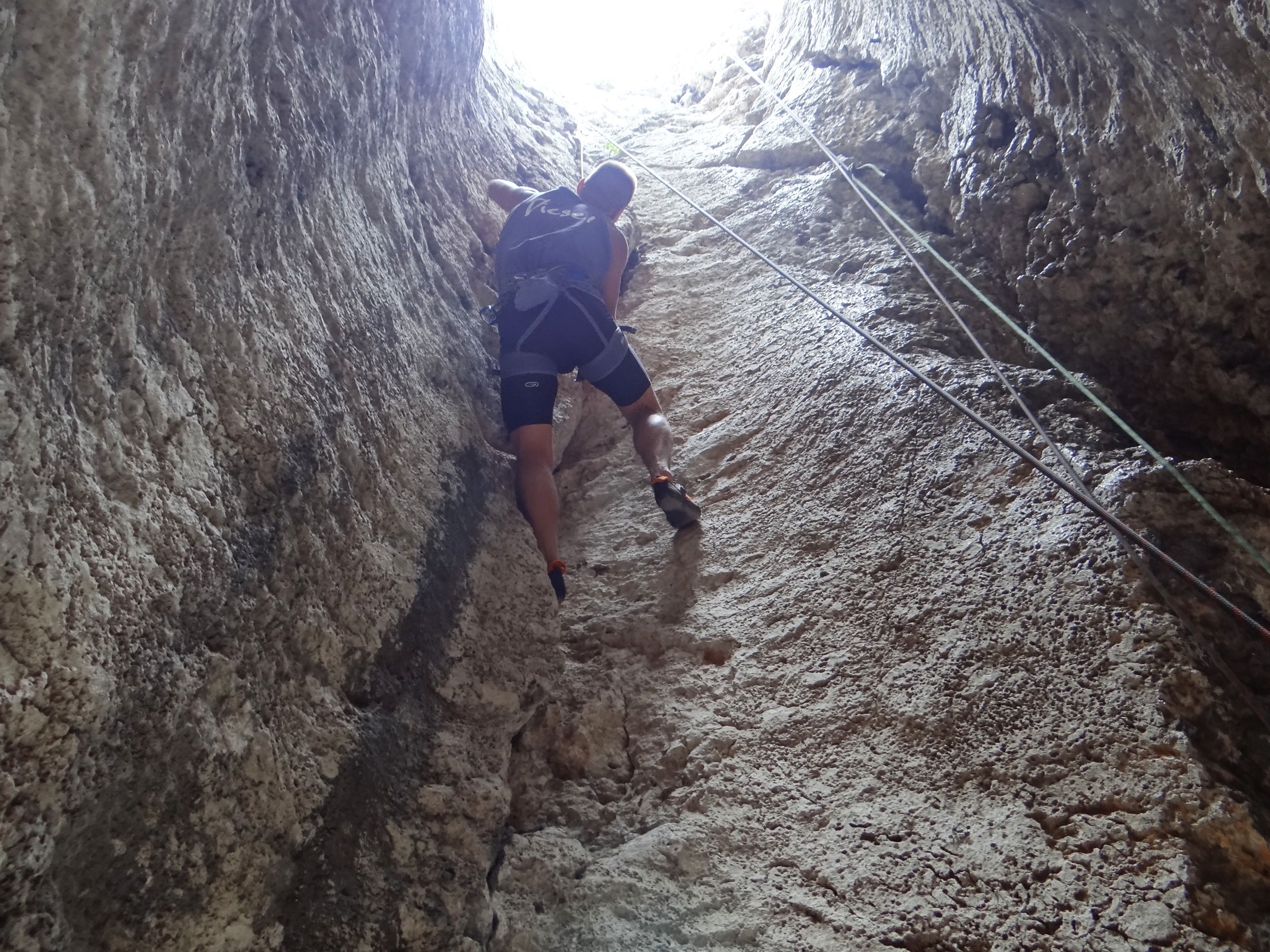
Wspinaczka w kominie

## Wspinaczka skalna
Na Studnisku uprawiana jest wspinaczka skalna. W skale znajdują się rysy, filary i zacięcia. Przez wspinaczy skalnych zaliczana jest do sektora Studniska. Poprowadzili w niej 34 (łącznie z wariantami) drogi wspinaczkowe o trudności od III do VI.5+ w skali Kurtyki. Najdłuższa z tych dróg ma długość 18 m. 12 dróg ma zamontowane punkty asekuracyjne: ringi (r), spity (s) i stanowiska zjazdowe St), dla trzech dróg są tylko stanowiska zjazdowe, pozostałe bez asekuracji.

Studnisko I
1. Meskalina; VI, 1r
2. Bez nazwy; II
3. Bez nazwy; III, st
4. Bez nazwy; V, st

Studnisko II
1. Kancik Studniska; VI.1+, 4r + st
2. Ubuwubu; VI.1+, st
3. One wein ticket; VI.4+, 4r
4. Heine medina; VI.1+

Studnisko III
1. Bez nazwy; VI.2
2. Wariant Płonki; VI.2
3. Do przerwy 0:1; VI.5+/6, 7r + st
4. Projekt; 7r + st
5. Stawiam na Tolka Banana; VI.5+
6. Projekt; 7r + st

Studnisko IV
1. Pokerowa rozgrywka; VI.5
2. Blood, sweat and tears; Vi.2+
3. Szaleństwa Majki Skowron; VI.5+/6, 4r + st
4. Krycha ty stary rowerze; VI.2+, 7r
5. Krycha to szprycha; VI.2+, 7r +st
6. Projekt; 2r

Studnisko V
1. Pokerowa rozgrywka; VI.5
2. Jurajski poker; VI.5
3. Aphis; VI.2+, 5r + st
4. Kant Studniska; VI.2+, 4r + st
5. Preludium; VI.3+/4, 4r + st
6. Projekt; 13r + st
7. Desant gdański; VI.5/5+, 6r + st
8. Rysa Kiełkowskiego; VI
9. Kalcytowa ścianka; VI+

Studnisko VI
1. Bez nazwy; III
2. Bez nazwy; III[4].

Drogi wewnątrz studni
1. Rysa w studni; VI
2. Klasyczna studnia; III, 1r, niebezpiecznie
3. Dzwonnik z Rzędkowic; VI, 3s, niebezpiecznie[2].